# Elephantopus
Elephantopus is een geslacht uit de composietenfamilie (Asteraceae). De soorten komen wereldwijd voor in de (sub)tropen. Buiten de (sub)tropen komen er soorten voor in Noord-Amerika.

## Soorten
- Elephantopus angolensis O.Hoffm.
- Elephantopus arenarius Britton
- Elephantopus biflorus Sch.Bip.
- Elephantopus carolinianus Raeusch.
- Elephantopus elatus Bertol.
- Elephantopus elongatus Gardner
- Elephantopus erectus Gleason
- Elephantopus hirtiflorus DC.
- Elephantopus mendoncae Philipson
- Elephantopus micropappus Less.
- Elephantopus mollis Kunth
- Elephantopus multisetus O.Hoffm.
- Elephantopus nudatus A.Gray
- Elephantopus palustris Gardner
- Elephantopus piauiensis R.Barros & Semir
- Elephantopus pratensis C.Wright
- Elephantopus racemosus Gardner
- Elephantopus riparius Gardner
- Elephantopus scaber L.
- Elephantopus senegalensis (Klatt) Oliv. & Hiern
- Elephantopus tomentosus L.